# Освобождение Святого Петра из темницы (фреска Рафаэля)
Освобождение Святого Петра из темницы (итал. La Liberazione di San Pietro dal Carcere) — фреска выдающегося художника эпохи Высокого Возрождения Рафаэля Санти, написанная между 1513 и 1514 годами в Апостольском дворце в Ватикане, в комнате, известной по названию фрески Станца д’Элиодоро (итал. Stanza di Eliodoro). Это помещение (итал. stanza — комната) входит в комплекс из четырёх залов, объединённых наименованием «Станцы Рафаэля».

## История
Первые рисунки для фресок в зале, впоследствии известном как Станца д’Элиодоро, были подготовлены Рафаэлем ещё летом 1511 года, когда работа над росписями первой комнаты «Станца делла Сеньятура» ещё не была закончена. Программа росписей, заданная понтификом Юлием II, была обусловлена сложностью военно-политической обстановки на территории Италии того времени (поражений от французов и угрозы вторжения иностранных армий). В предложенных художнику темах отражена идея защиты, которую Бог дарует Церкви в трудные моменты её истории, а конкретные сюжеты посвящены чудесным вмешательствам божественной силы в земные события.
Для выполнения фрески Рафаэлю пришлось уничтожить произведение Пьеро делла Франческа. Таблички в оконном проёме, попадающем, как и в других случаях в пределы композиции росписей, сообщают о завершении фрески в понтификат следующего папы Льва X: «LEO. X. PONT. MAX. ANN. CHRIST. MDXIIII. PONTIFICAT. SVI. II» (Лев X, Великий понтифик в году от Рождества Христова 1514).
В якобинский и наполеоновский периоды разрабатывались планы снятия фресок Рафаэля со стен Ватиканских комнат и отправки их во Францию, в Музей Наполеона (нынешний Лувр), но они не были осуществлены из-за технических трудностей.
В Кабинете рисунков и эстампов галереи Уффици во Флоренции имеется эскиз композиции Рафаэля, в котором видны первые варианты её решения.

## Сюжет и композиция росписи

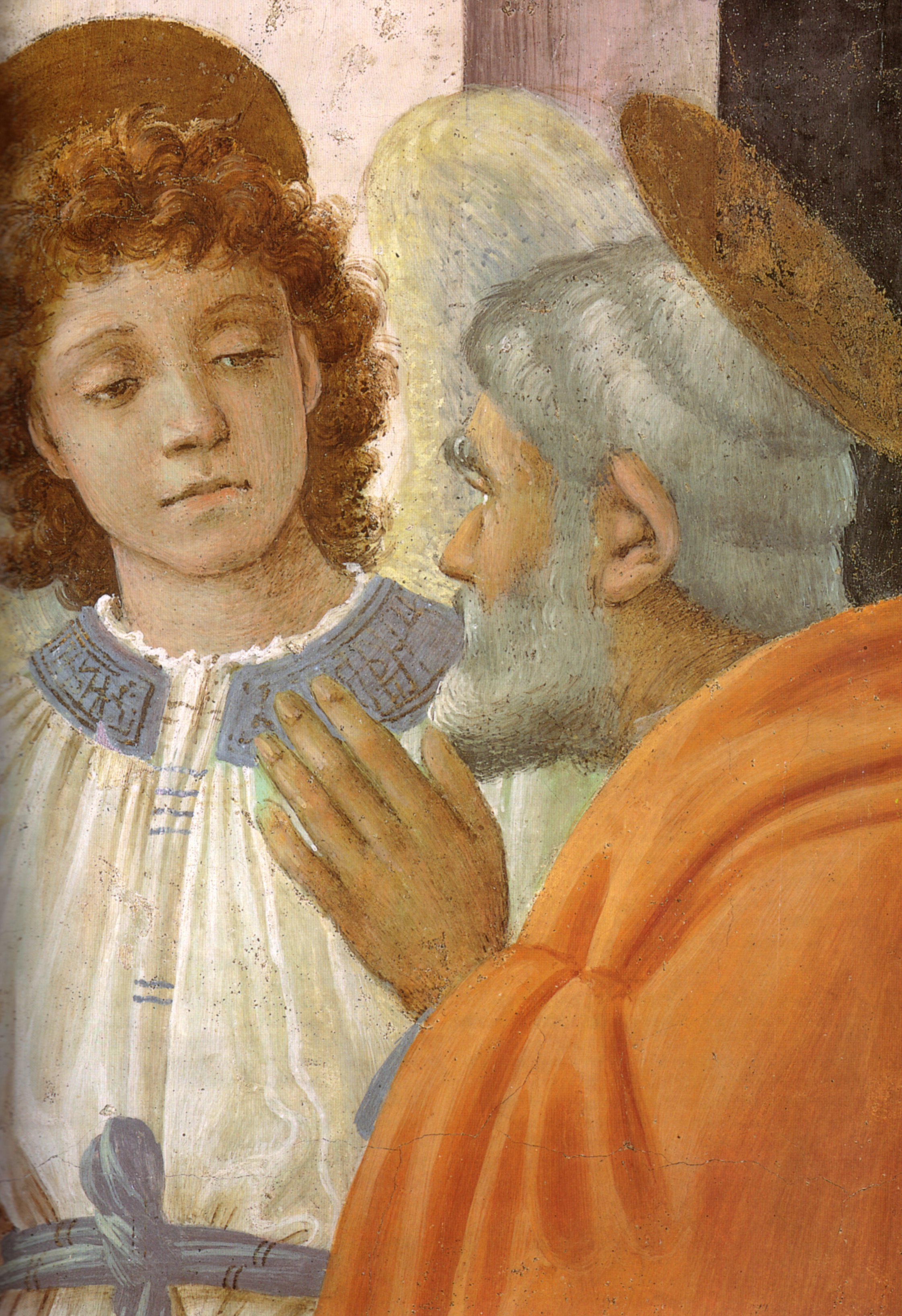
Ф. Липпи. Освобождение Святого Петра из темницы. Деталь росписи Капеллы Бранкаччи во Флоренции. 1480

Произведение Рафаэля основано на новозаветном сюжете, изложенном в книге «Деяния святых апостолов»: по приказанию иудейского царя Ирода Апостол Пётр был схвачен и посажен в темницу, но явился ангел и освободил Петра (Деян. 12: 3—11).

Когда же Ирод хотел вывести его, в ту ночь Пётр спал между двумя воинами, скованный двумя цепями, и стражи у дверей стерегли темницу. И вот, Ангел Господень предстал, и свет осиял темницу; Ангел, толкнув Петра в бок, пробудил его и сказал: встань скорее. И цепи упали с рук его. И сказал ему Ангел: опояшься и обуйся. Он сделал так. Потом говорит ему: надень одежду твою и иди за мною.

Рафаэль в композиции росписи прибегнул к редкому в те годы приёму: он совместил три последовательно связанных эпизода. В центре ангел касается рукой спящего апостола. Слева стражники в панике бегут от сверхъестественного света. В правой части композиции ангел выводит Петра из темницы. В этом сюжете содержится намёк на эпизод из жизни папы Льва X. Будучи ещё кардиналом, в битве при Равенне в 1512 году он был взят в плен французами, но ему удалось бежать.
Сцена обладает композиционным единством, несмотря на разделяющее её окно и трёхчастность самого действия. Генрих Вёльфлин в книге «Классическое искусство» (1899) исчерпывающим образом объяснил смысл и достоинства этого произведения Рафаэля:

Пётр спит, сидя на полу; руки его сложены, как в молитве, на коленях, голова слегка опущена. Ангел в светлом сиянии наклоняется к нему, одной рукой трогает его за плечо, другой указывает на выход. Два заснувших стража в тяжёлом вооружении стоят по обеим сторонам у стены. Возможно ли более простое изображение сцены? А между тем один Рафаэль способен был так передать её. Никогда и впоследствии эта история не рассказывалась с большей правдивостью и выразительностью… Как тонко проведена грань у Рафаэля! Его стражи совершенно сливаются со стеной, они сами — точно живая стена; их лица скрыты от нас, ибо они не представляют интереса в силу своей вульгарности… В изведении Петра из темницы центром рассказа у прежних мастеров всегда являлась беседа апостола с ангелом. Рафаэль помнил слова писания: «он выходил точно в полусне». Ангел ведёт Петра за руку, но тот не видит ангела, не видит и дороги: смотря перед собою широко открытыми глазами в пустоту, он действительно идёт точно в забытье. Впечатление значительно усиливается ещё тем, что фигура выступает из мрака, отчасти заслонённая лучистым сиянием ангела. Рафаэль является здесь живописцем, создавшим в сумеречном освещении темницы нечто совершенно новое.

Ранее на этот сюжет написал фреску Филиппино Липпи в Капелле Бранкаччи церкви Санта-Мария-дель-Кармине во Флоренции (1480). Ф. Липпи «создал идеализированное произведение, особенно трогателен почти детской нежностью лик ангела, выводящего Св. Петра мимо уснувшего стражника. Рафаэль, напротив, во всеоружии мастерского рисунка и композиции создал истинно классическое и почти академичное произведение». Тем не менее М. Дворжак считал композицию Рафаэля «на редкость архаичной, словно бы Рафаэль следовал образцам, представленным во фресках эпохи треченто». Однако далее, словно преодолевая столь резкую оценку, отмечал, что «в этом триптихе есть нечто волшебное, чему содействуют световые эффекты… Вспоминаются произведения нидерландских художников, Корреджо и венецианцев. Не исключено, что Рафаэль испытал влияние со стороны последних».
Особенно хороша в произведении Рафаэля фигура ангела в сиянии — это одна из лучших фигур в истории мировой живописи, «хотя трактовка фигуры вызывает противоречивые чувства — она слишком весома, материальна. В мощном движении с античным контрапостом (постановкой фигуры с переносом тяжести тела на одну ногу) заметно влияние Микеланджело».

## Детали композиции

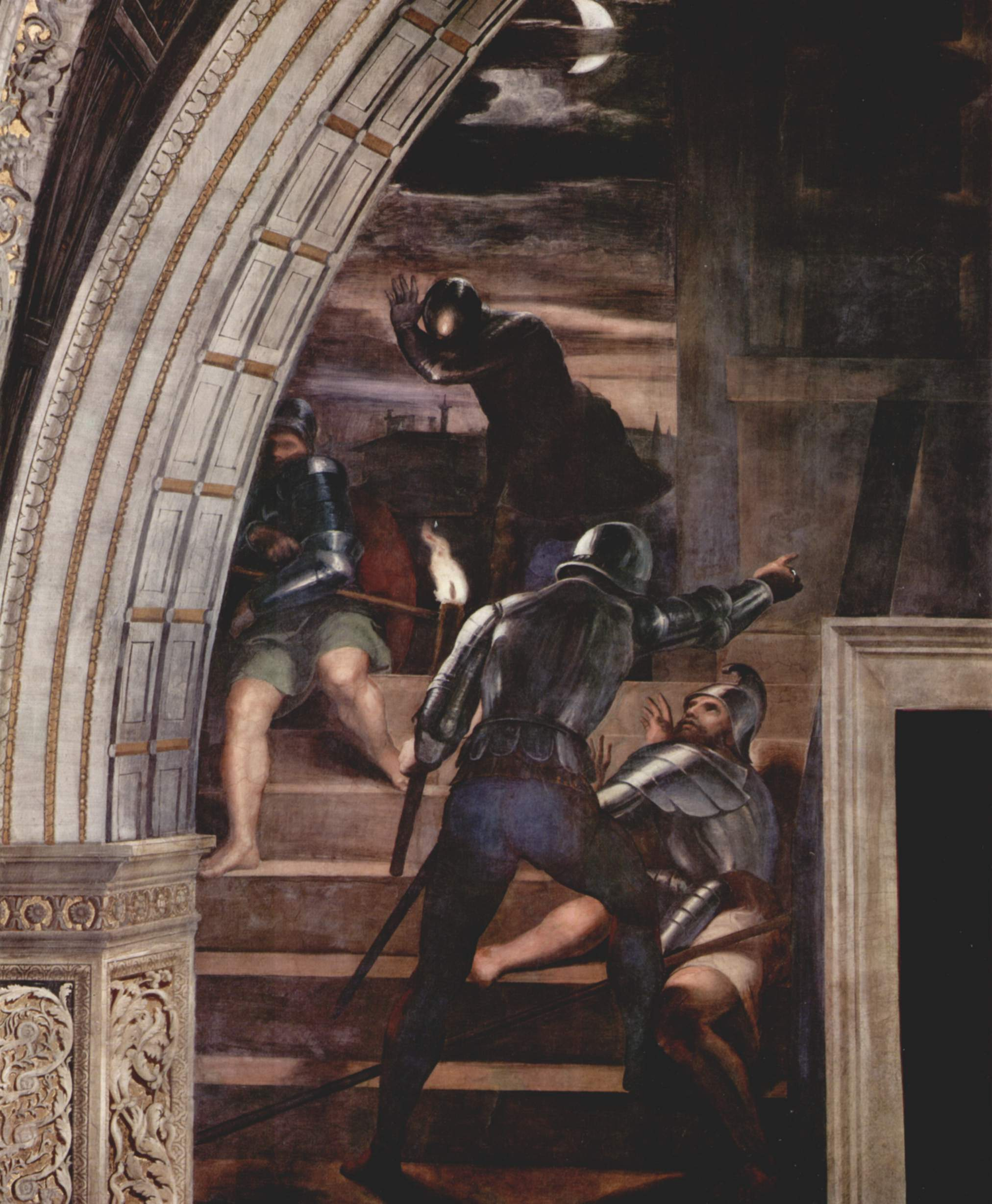
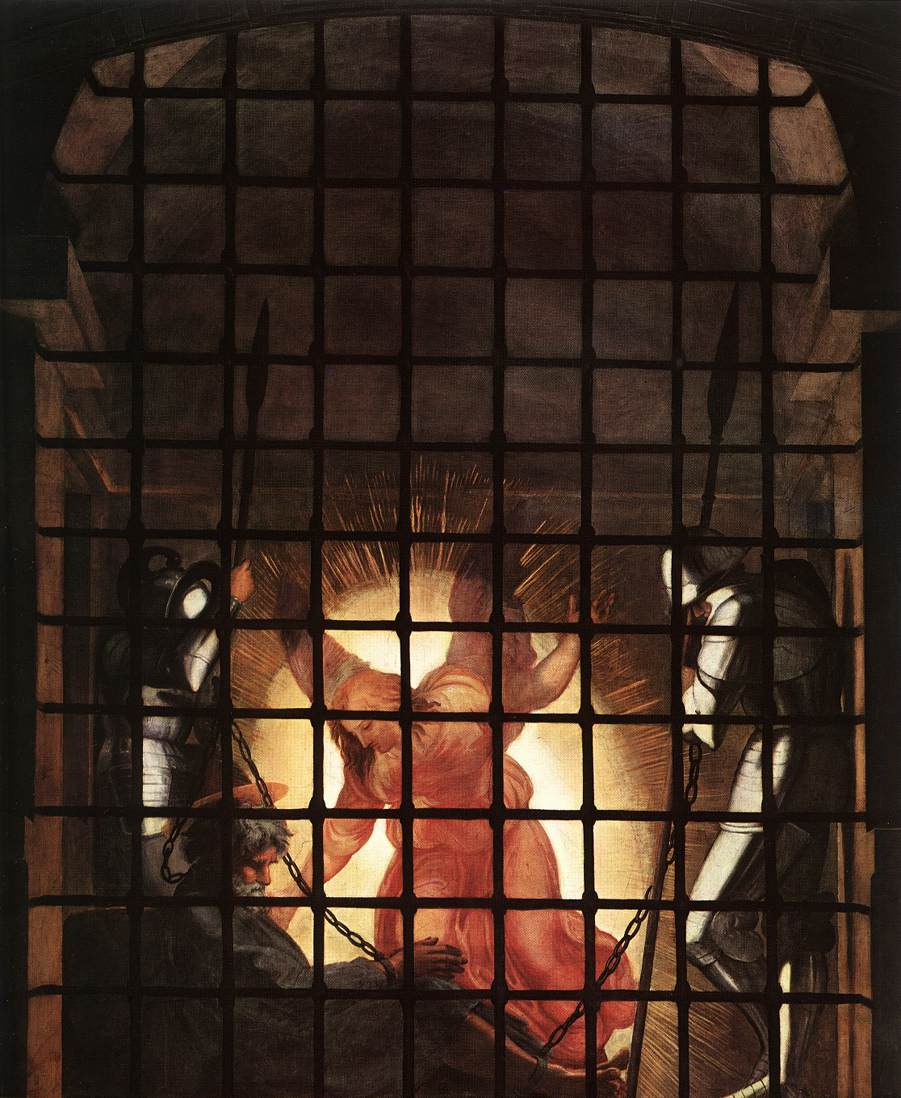
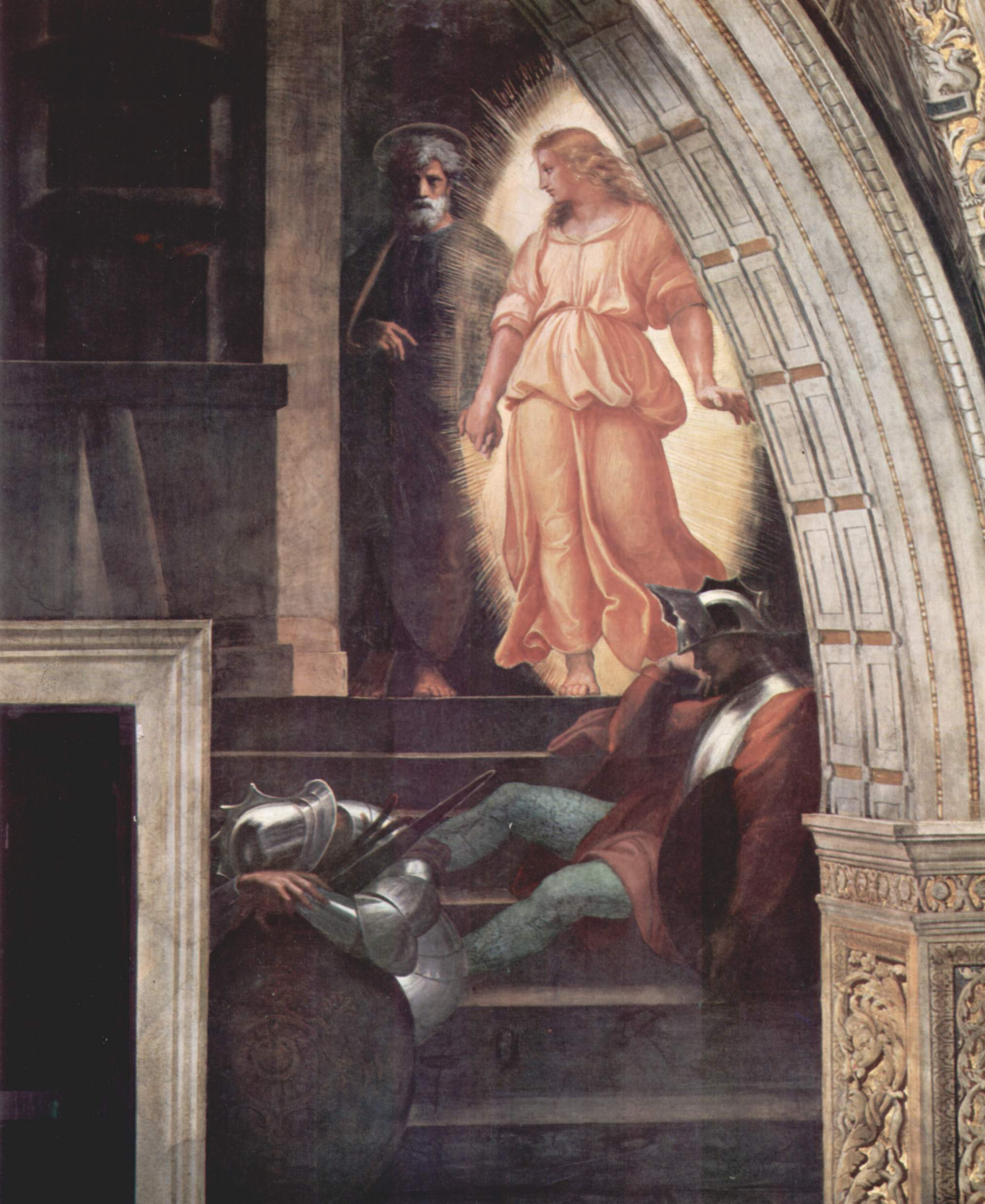